# 福川村
福川村（ふくかわそん）は、山口県阿武郡にあった村。現在の萩市中心部の東方、阿武川ダムの北方一帯にあたる。

## 地理
- 山岳：権現山、高森山、天越山、長沢台、平蕨台
- 河川：阿武川

## 歴史
- 1889年（明治22年）4月1日 - 町村制の施行により、福井上村・福井下村・黒川村の区域をもって発足。
- 1955年（昭和30年）4月1日 - 紫福村と合併して福栄村が発足。同日福川村廃止。

## 村名
福井地区と黒川地区からそれぞれ一字づつとった村名。

## 産業
内陸の山間部に位置するため、農林業が主体。福井上の平蕨台では、オリーブを育てている。

## 交通

### 鉄道
旧村域に鉄道は通っていない。鉄道を利用する場合の最寄り駅は、JR山陰本線東萩駅。

### 道路
- 主要地方道
  - 山口県道10号山口福栄須佐線
  - 山口県道11号萩篠生線
- 一般県道
  - 山口県道293号萩長門峡線
  - 山口県道328号福井上蔵目喜線

### バス
- 防長バス